# Masalia pulverulenta
Masalia pulverulenta là một loài bướm đêm trong họ Noctuidae.